# Tony Tripoli
Tony Tripoli (ur. 2 grudnia 1969) – amerykański aktor, prezenter, komik, scenarzysta i działacz LGBT.

## Życiorys
Dorastał w rodzinnym Phoenix, w stanie Arizona. śpiewał w chłopięcym chórze The Phoenix Boys Choir, a po ukończeniu Central High School przeniósł się do Los Angeles, gdzie uczęszczał do American Academy of Dramatic Arts. Będąc przedstawicielem branży rozrywkowej, pracował śpiewając na statkach wycieczkowych, był Aladynem w Disneylandzie oraz striptizerem Chippendales. Po trzydziestu latach mieszkania w Los Angeles, powrócił do Phoenix. 
Po debiutanckim występie jako tancerz w komedii CBS Jak zamordować milionerkę (How to Murder a Millionaire, 1990) z Morgan Fairchild i Joan Rivers, pojawił się gościnnie w operze mydlanej Fox Fashion House (2006) w roli Hansa oraz sitcomie CBS Dwóch i pół (Two and a Half Men, 2007) jako Philip.

## Życie prywatne
Jest zdeklarowanym gejem.